# Kondominium (nemovitost)

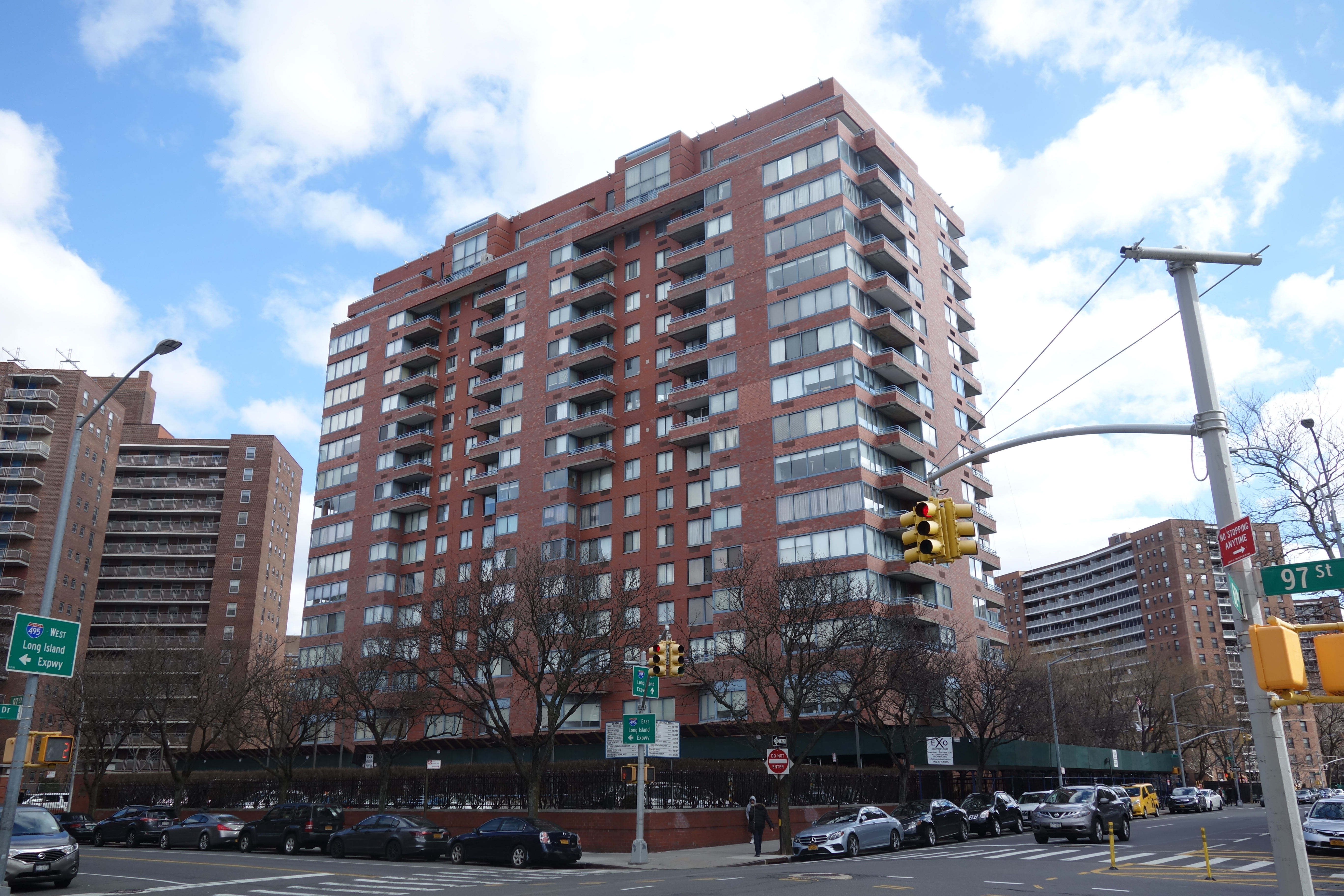
Kondominium.

Kondominium, condominium nebo zřídka kondominát (angl. a lat. condominium, angl. zkráceně condo) je v USA a většině Kanady (přeneseně i v jiných státech včetně České republiky (SVJ)) forma spoluvlastnictví nemovitosti. Jde o takové vlastnické právo k nemovitosti, které je vlastně spojením dvou právních titulů v jeden – a to jednak individuálního vlastnického práva k jednotlivému bytu a jednak společného vlastnictví společných prostor téže nemovitosti. Vlastník bytu tedy vlastní obytnou jednotku, ale zázemí, příslušející půda, komunikace a všechny společné prostory vlastní všichni obyvatelé nemovitosti současně. Jednotlivec svým způsobem vlastní jen vzdušný prostor (airspace) své obytné jednotky.
Jako kondominium se označuje i samotná takto vlastněná nemovitost.